# لورانس بي. كراوز
لورانس بي. كراوز (بالإنجليزية: Lawrence B. Krause)‏ هو اقتصادي أمريكي، ولد في 1929.